# Лацидипін
Лацидипін — синтетичний препарат, що є похідним дигідропіридину та належить до групи блокаторів кальцієвих каналів, для перорального застосування. Лацидипін уперше синтезований у лабораторії компанії «Glaxo», та застосовується у клінічній практиці з 1991 року. Лацидипін у 1993 році був удостоєний премії Галена за видатні досягнення у розвитку фармацевтичної науки.

## Фармакологічні властивості
Лацидипін — синтетичний препарат, що є похідним дигідропіридину та належить до групи блокаторів кальцієвих каналів. Механізм дії препарату полягає у блокуванні так званих «повільних» кальцієвих каналів, уповільнюючи входження іонів кальцію в клітини та знижуючи його концентрацію в клітинах. Лацидипін має антигіпертензивний ефекти, знижує тонус гладкої мускулатури судин, розширює коронарні та периферичні артерії і артеріоли, знижує загальний периферичний судинний опір, артеріальний тиск, практично не впливає на скоротливість міокарду, зменшує післянавантаження та потребу міокарду в кисні, покращує коронарний кровообіг та не пригнічує провідність міокарду. Лацидипін має здатність глибоко проникати у ліпідний шар мембрани клітин, де проходить депонування препарату та його повільне вивільнення. Препарат має високу селективність до невеликих артерій та артеріол та незначний вплив на міокард. При застосуванні препарату у дозі 4 мг/добу спостерігається незначне подовження інтервалу QT на ЕКГ. Лацидипін при застосуванні у вагітних може викликати розслаблення гладкої мускулатури матки. При застосуванні лацидипіну не спостерігається погіршення коронарного, ниркового та мозкового кровообігу. При тривалому застосуванні лацидипіну спостерігається регрес гіпертрофії лівого шлуночка. Згідно досліджень італійських учених, при тривалому застосуванні лацидипіну спостерігалась менша частота побічних ефектів, чим при застосуванні інших препаратів даної фармацевтичної групи — амлодипіну та лерканідипіну.

### Фармакодинаміка
Лацидипін після перорального прийому швидко та добре всмоктується у шлунково-кишковому тракті, але біодоступність препарату складає лише 10% у зв'язку з ефектом першого проходження через печінку. Максимальна концентрація в крові після перорального прийому досягається протягом 0,5—2,5 годин. Препарат добре розподіляється у більшості тканин організму. Лацидипін добре зв'язується з білками плазми крові. Лацидипін незначно проникає через плацентарний бар'єр та виділяється у грудне молоко. Метаболізується препарат у печінці з утворенням чотирьох метаболітів, що мають незначну активність. Виводиться лацидипін із організму переважно із калом у вигляді метаболітів, частково виводиться із сечею. Період напіввиведення лацидипіну складає 13—19 годин, при порушеннях функції печінки зростає біодоступність препарату та час напіввиведення.

## Показання до застосування
Лацидипін застосовується для лікування гіпертонічної хвороби.

## Побічна дія
При застосуванні лацидипіну можливі наступні побічні ефекти:
- Алергічні реакції та реакції з боку шкірних покривів — часто (1/100—1/10) висипання на шкірі та еритема шкіри, рідко (1/10000—<1/1000) набряк Квінке, кропив'янка.
- З боку травної системи — часто (1/100—1/10) нудота та відчуття дискомфорту в шлунку, зрідка (1/1000—1/100) гіперплазія ясен.
- З боку нервової системи — часто (1/100—1/10) головний біль, загальна слабість і запаморочення; дуже рідко (<1/10000) тремор та депресія.
- З боку серцево-судинної системи — часто (1/100—1/10) тахікардія, відчуття жару та припливи крові до обличчя, периферичні набряки; зрідка (1/1000—1/100) посилення приступів стенокардії, артеріальна гіпотензія, втрата свідомості.
- З боку сечостатевої системи — часто (1/100—1/10) почащення сечопуску.
- Зміни в лабораторних аналізах — часто (1/100—1/10) незначне підвищення рівня активності лужної фосфатази.

Згідно досліджень італійських учених, частота побічних ефектів ладидипіну складала: периферичні набряки — 4,3%, головний біль — 3,9%, тахікардія або серцебиття — від 0,5 до 4,3%, поява важких серцево-судинних подій (інсульт, транзиторна ішемічна атака, інфаркт міокарду, стенокардія, аритмія, серцева недостатність та синкопальні стани) — 1,9% пацієнтів.

## Протипокази
Лацидипін протипоказаний при підвищеній чутливості до похідних дигідропіридину, вираженому аортальному стенозі. З обережністю препарат застосовується при вагітності та годуванні грудьми. лацидипін не застосовується у дитячому та підлітковому віці. лацидипін застосовується з обережністю у хворих із порушеннями синоатріальної та AV—провідності, подовженням інтервалу QT, нестабільною стенокардією, нещодавно перенесеним інфарктом міокарду, порушеннями функції печінки, а також при одночасному призначенні препаратів, що подовжують інтервал QT.

## Форми випуску
Лацидипін випускається у вигляді таблеток по 0,002 та 0,004 г.